# Райнсберзька АЕС
Райнсберзька атомна електростанція (нім. Kernkraftwerk Rheinsberg) — закрита атомна електростанція в Німеччині, потужністю 70 МВт. Була першою комерційною АЕС Східної Німеччини, в якій всього знаходилося дві АЕС. Після об'єднання Німеччини ця атомна електростанція разом з другою, Грайфсвальдською, АЕС була закрита через відмінності в стандартах безпеки.

## Дані енергоблоку
АЕС мала один енергоблок:
| Енергоблок       | Тип реактору | Нетто- потужність | Брутто- потужність | Початок будівництва | Синхронізація з електромережею | Комерційна експлуатація | Закриття   |
| ---------------- | ------------ | ----------------- | ------------------ | ------------------- | ------------------------------ | ----------------------- | ---------- |
| Rheinsberg (KKR) | ВВЕР-210     | 62 МВт            | 70 МВт             | 01.01.1960          | 06.05.1966                     | 11.10.1966              | 01.06.1990 |